# Mittlach
Mittlach település Franciaországban, Haut-Rhin megyében. Lakosainak száma 340 fő (2022. január 1.). Mittlach Sondernach és Metzeral községekkel határos.

## Népesség
A település népességének változása:
| Lakosok száma | 339  | 339  | 340  | 335  | 333  | 327  | 332  | 336  | 340  |
|               | 2013 | 2015 | 2016 | 2017 | 2018 | 2019 | 2020 | 2021 | 2022 |